# البروتين المرتبط بالكيراتين
تُشكّل البروتينات المرتبطة بالكيراتين والكيراتين المكونات الرئيسية للشعر والأظافر، وتختلف نسبتهما بين الأنواع. وتتراوح نسبة البروتينات المرتبطة بالكيراتين في الشعر بين أقل من 3% في الإنسان و30-40% في ريشة آكل النمل الشوكي. يرتبط الكيراتين والبروتينات المرتبطة بالكيراتين في الشعر بروابط ثنائية كبريتيد عبر العديد من بقايا السيستين في الكيراتين. وبسبب الأهمية الاقتصادية للصوف، دُرست عائلة لبروتينات المرتبطة بالكيراتين بشكل مكثف في الخروف.

## علم الوراثة

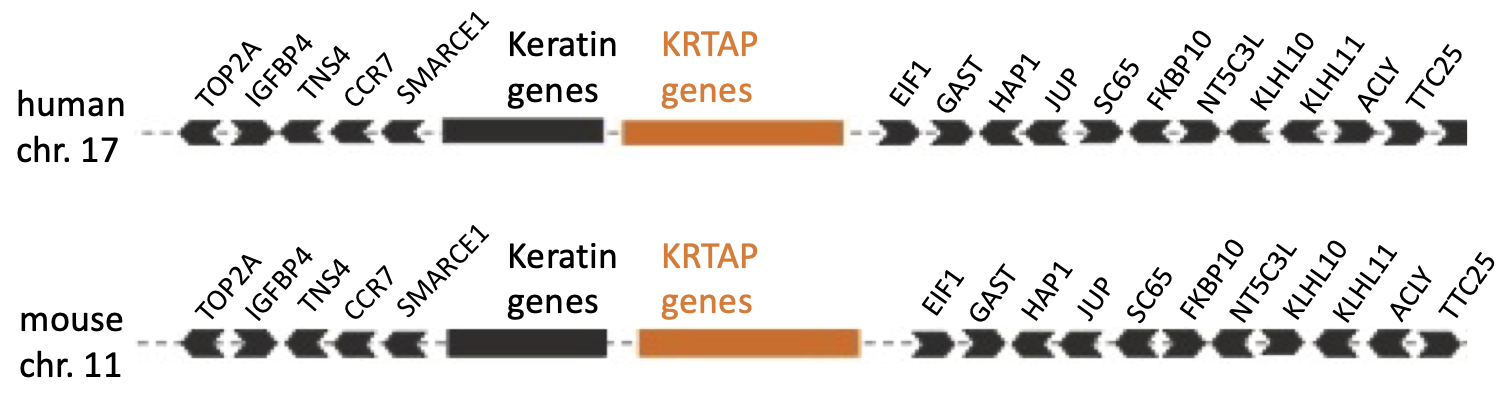
ستصاحب جيني منظمة الجينات من الكيراتين والبروتينات المرتبطة بالكيراتين على كروموسوم بشري 17 وكروموسوم الفأر 11. مرتكز على وو وإيروين (2018).

عائلة لبروتينات المرتبطة بالكيراتين من الجينات هي فريدة من نوعها للثدييات. تطورت الأسرة بسرعة مع حوالي 188 جيناً في جينوم الفأر، 175 في الكسلان،122 بوصة البشر، ولكن فقط 35 في الدلافين (حيث تعمل 9 جينات فقط). في البشر، هناك 101 جينات لبروتينات المرتبطة بالكيراتين سليمة و21 (غير وظيفية) الزائفة. هناك مجموعتان رئيسيتان من جينات لبروتينات المرتبطة بالكيراتين: عالية/عالية جدا السيستين وعالية الجلايسين-التيروسين، التي يعتقد أنها نشأت بشكل مستقل على أساس متميزة حمض أميني التراكيب.

### موقع البروتينات المرتبطة بالكيراتين في الإنسان
يتم ترميز البروتينات المرتبطة بالكيراتين في الجينوم البشري على الكروموسوم 17. وتحديداً، هناك 40 جيناً يتم ترميز هذه البروتينات عن طريقها. وفيما يلي قائمة بأسماء هذه الجينات، وفقًا لترتيبها على الكروموسوم (في هذا الترتيب على الكروموسوم; أقل حالة "بِ" يشير إلى الجينات الكاذبة): البروتينات المرتبطة بالكيراتين3-3، البروتينات المرتبطة بالكيراتين3-2، البروتينات المرتبطة بالكيراتين3بِ1، البروتينات المرتبطة بالكيراتين3-1، البروتينات المرتبطة بالكيراتين1-5، البروتينات المرتبطة بالكيراتين1-4، البروتينات المرتبطة بالكيراتين1-3، البروتينات المرتبطة بالكيراتين1-1، البروتينات المرتبطة بالكيراتين2-1، البروتينات المرتبطة بالكيراتين2-2، البروتينات المرتبطة بالكيراتين2-3، البروتينات المرتبطة بالكيراتين2-4، البروتينات المرتبطة بالكيراتين4بِ2، البروتينات المرتبطة بالكيراتين4-7، البروتينات المرتبطة بالكيراتين 4-8، البروتينات المرتبطة بالكيراتين 4-1، البروتينات المرتبطة بالكيراتين 4-9، البروتينات المرتبطة بالكيراتين 4-11، البروتينات المرتبطة بالكيراتين 4-12، البروتينات المرتبطة بالكيراتين 4-6، البروتينات المرتبطة بالكيراتين 4-5، البروتينات المرتبطة بالكيراتين 4-4، البروتينات المرتبطة بالكيراتين 4-3، البروتينات المرتبطة بالكيراتين 4-2، البروتينات المرتبطة بالكيراتين 4-1، البروتينات المرتبطة بالكيراتين 4-3، البروتينات المرتبطة بالكيراتين 9-1، البروتينات المرتبطة بالكيراتين 9-9، البروتينات المرتبطة بالكيراتين 9-2، البروتينات المرتبطة بالكيراتين 9-3، البروتينات المرتبطة بالكيراتين 9-8، البروتينات المرتبطة بالكيراتين9-4، البروتينات المرتبطة بالكيراتين 9-5، البروتينات المرتبطة بالكيراتين 9-6، البروتينات المرتبطة بالكيراتين9-12 البروتينات المرتبطة بالكيراتين 9-7، البروتينات المرتبطة بالكيراتين 9-10، البروتينات المرتبطة بالكيراتين29-1، البروتينات المرتبطة بالكيراتين16-1، البروتينات المرتبطة بالكيراتين 17-1.
وبالمثل، فإن موقع البروتينات المرتبطة بالكيراتين على كروموسوم الإنسان 21 يحتوي على الجينات التالية: البروتينات المرتبطة بالكيراتين24-1، البروتينات المرتبطة بالكيراتين25-1، البروتينات المرتبطة بالكيراتين26-1، البروتينات المرتبطة بالكيراتين27-1، البروتينات المرتبطة بالكيراتين13-6، البروتينات المرتبطة بالكيراتين13بِ2، البروتينات المرتبطة بالكيراتين13-2، البروتينات المرتبطة بالكيراتين13-1، البروتينات المرتبطة بالكيراتين13-3، البروتينات المرتبطة بالكيراتين13-4، البروتينات المرتبطة بالكيراتين13بِ1، البروتينات المرتبطة بالكيراتين13-5، البروتينات المرتبطة بالكيراتين19-1، البروتينات المرتبطة بالكيراتين19-2، البروتينات المرتبطة بالكيراتين19-3، البروتينات المرتبطة بالكيراتين 19-4، البروتينات المرتبطة بالكيراتين 19-5، البروتينات المرتبطة بالكيراتين19-1، البروتينات المرتبطة بالكيراتين19-2، البروتينات المرتبطة بالكيراتين19-3، البروتينات المرتبطة بالكيراتين19-6، البروتينات المرتبطة بالكيراتين 19-5، البروتينات المرتبطة بالكيراتين 19-7، البروتينات المرتبطة بالكيراتين 6-3، البروتينات المرتبطة بالكيراتين6-2, البروتينات المرتبطة بالكيراتين 19-9، البروتينات المرتبطة بالكيراتين6-1، البروتينات المرتبطة بالكيراتين20-1، البروتينات المرتبطة بالكيراتين20-2، البروتينات المرتبطة بالكيراتين19-4، البروتينات المرتبطة بالكيراتين21-1, البروتينات المرتبطة بالكيراتين21-2, البروتينات المرتبطة بالكيراتين21-1، البروتينات المرتبطة بالكيراتين8-1، البروتينات المرتبطة بالكيراتين 8-2، البروتينات المرتبطة بالكيراتين8-1، البروتينات المرتبطة بالكيراتين 7-1، البروتينات المرتبطة بالكيراتين11-1، البروتينات المرتبطة بالكيراتين 19-8، البروتينات المرتبطة بالكيراتين 10-1، البروتينات المرتبطة بالكيراتين 10-2، البروتينات المرتبطة بالكيراتين 10-3، البروتينات المرتبطة بالكيراتين10-4، البروتينات المرتبطة بالكيراتين10-5، البروتينات المرتبطة بالكيراتين10-6، البروتينات المرتبطة بالكيراتين 10-7، البروتينات المرتبطة بالكيراتين 10-8، البروتينات المرتبطة بالكيراتين10-9، البروتينات المرتبطة بالكيراتين 10-10، البروتينات المرتبطة بالكيراتين10-11، البروتينات المرتبطة بالكيراتين 12-4، البروتينات المرتبطة بالكيراتين12-3، البروتينات المرتبطة بالكيراتين 12-2، البروتينات المرتبطة بالكيراتين12-1، البروتينات المرتبطة بالكيراتين 12بِ1، البروتينات المرتبطة بالكيراتين 10-12، البروتينات المرتبطة بالكيراتين 10بِ1.
تشكل جينات البروتينات المرتبطة بالكيراتين الأخرى مجموعات متشابهة ولكنها أصغر على الكروموسومات2 و11.
أقترح تغيير اسم البروتين المرتبط بالكيراتين من KRTAP (Keratin Associated Protein) إلى CAP (Cytokeratin Associated Protein)، وهو تغيير بسيط في الاسم يعكس الدور الأكثر تحديدًا للبروتين كمكون أساسي للسيتوكيراتين في الخلايا المسطحة. ومع ذلك، فإن مخطط الترقيم للجينات سيظل كما هو على الرغم من التغيير في اسم البروتين، وسيتم الاحتفاظ بأسماء الجينات الحالية (مثل KRTAPx-x) كما هي.

## أنظر أيضًا
- الإنسان كروموسوم 17
- الكيراتين

## روابط خارجية
- بروتينات كرتاب في يونيبروت
- موقع كرتاب على الكروموسوم البشري 17 (نسبي عارض الجينوم)